# William D. Russell
Pour les articles homonymes, voir William Russell et Russell.
William D. Russell est un réalisateur américain né le 30 avril 1908 à Indianapolis (Indiana, États-Unis) et mort le 1er avril 1968 à Los Angeles (Californie, États-Unis).

## Filmographie

### Cinéma
- 1945 : Hollywood Victory Caravan
- 1946 : Our Hearts Were Growing Up
- 1947 : Ladies' Man (en)
- 1947 : Le Fiancé de ma fiancée (Dear Ruth)
- 1948 : Deux Sacrées Canailles (The Sainted Sisters)
- 1949 : Les Belles Promesses (The Green Promise)
- 1949 : Fiancée à vendre (Bride for Sale)
- 1951 : Plus fort que la loi (Best of the Badmen)

### Télévision
- 1954 : Papa a raison (Father Knows Best), série
- 1957 : Gunsmoke, série
- 1957 : The Eve Arden Show, série
- 1959 : Denis la petite peste (Dennis the Menace), série
- 1963 : The Farmer's Daughter, série
- 1966 : Cher oncle Bill (Family Affair), série